# هوميروس
هوميروس (بالإغريقية: Ὅμηρος) شاعرٌ ملحمي إغريقي أسطوري يُعتقد أنه مؤلف الملحمتين الإغريقيتين الإلياذة والأوديسة. بشكلٍ عام، آمن الإغريق القدامى بأن هوميروس كان شخصية تاريخية، لكن الباحثين المحدثين يُشككون في هذا، ذلك أنه لا توجد ترجمات موثوقة لسيرته باقية من الحقبة الكلاسيكية، كما أن الملاحم المأثورة عنه تمثل تراكماً لقرونٍ عديدة من الحكي الشفهي وعرضاً شعرياً محكماً. ويرى مارتن وست أن هوميروس ليس اسماً لشاعرٍ تاريخي، بل اسماً مستعاراً."
تواريخ حياة هوميروس كانت موضع جدلٍ في الحقبة الكلاسيكية واستمر هذا الجدل إلى الآن. قال هيرودوت إن هوميروس عاش قبل زمانه بأربعمائة سنة، مما قد يعني أنه عاش في 850 ق. م. تقريباً. بينما ترى مصادر قديمة أخرى أنه عاش في فترة قريبة من حرب طروادة المفترضة. ويعتقد إيراتوسثينيس الذي جاهد لإثبات تقويم علمي لأحداث حرب طروادة أنها كانت بين 1184 و 1194 ق. م.
بالنسبة للباحثين المعاصرين، يعني "تاريخ هوميروس" تاريخ تأليف القصائد بالنسبة لحياة شخصٍ واحد، ويُجمعون على أن الإلياذة والأوديسة تعود إلى نهاية القرن التاسع قبل الميلاد، أو تبدأ من القرن الثامن، حيث تسبق الإلياذة الأوديسة بعقود"، ويسبق هذا التاريخ هسيود  مما يجعل الإلياذة أقدم نصٍ أدبي مكتوب في الأدب الغربي. في العقود القليلة الماضية، حاجج بعض الباحثين ليثبتوا تاريخاً يعود إلى القرن السابع قبل الميلاد. ويُعطي من يعتقدون أن القصائد الهوميروسية تطورت تدريجياً خلال حقبة زمنية طويلة نسبياً تاريخاً متأخراً لها، إذ يرى غريغوري ناجي أنها لم تصبح نصوصاً ثابتة إلا بحلول القرن السادس قبل الميلاد.
يقول ألفرد هيوبك أن تأثير أعمال هوميروس الذي شكل تطور الثقافة الإغريقية وأثر فيها قد أقر به الإغريق الذين اعتبروه معلمهم.

## حياة هوميروس

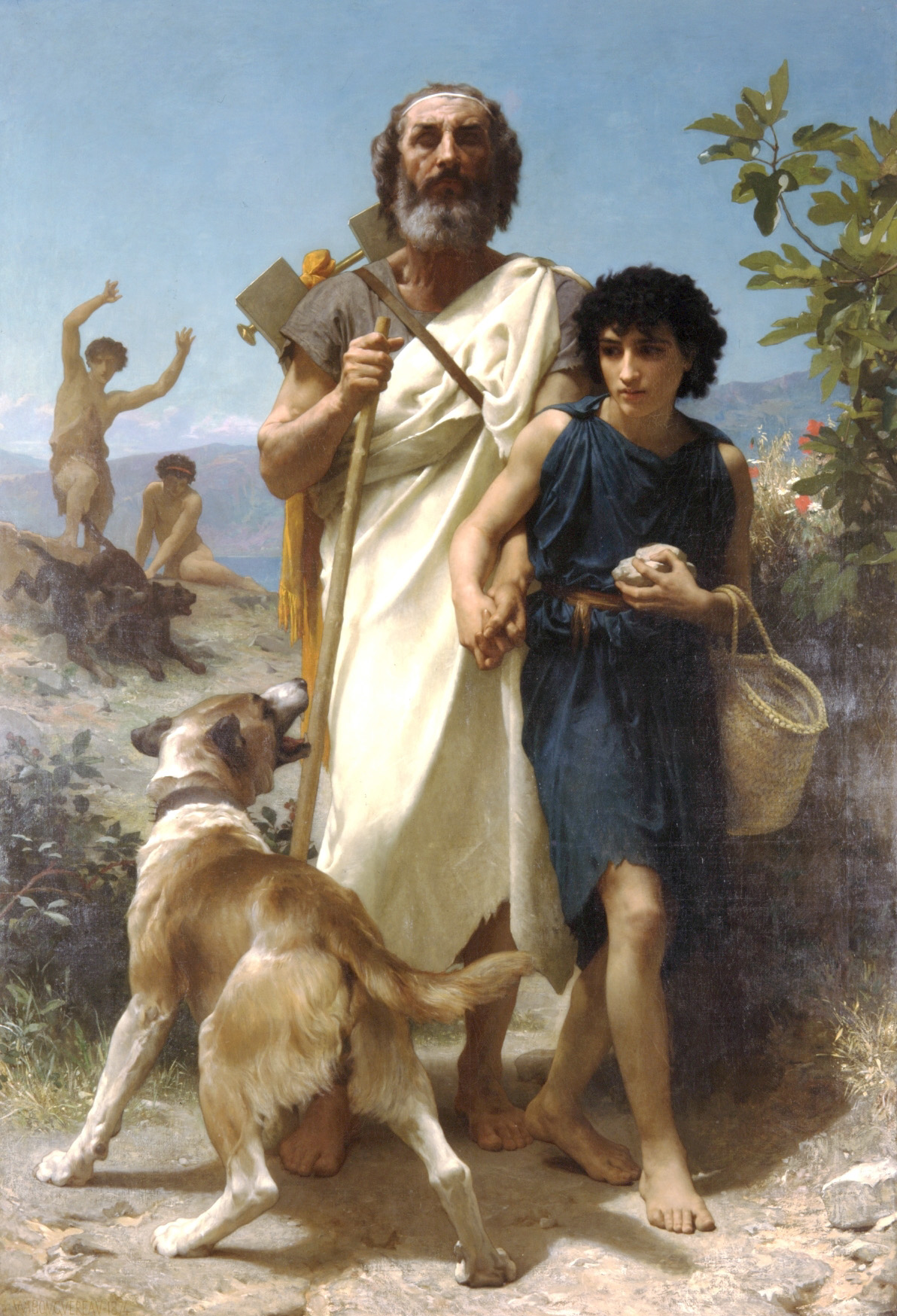
هوميروس ومرشده, رسمها ويليام-أدولف بوغيرو (1825–1905). يُصور المشهد هوميروس في جبل إدا, محاطاً بالكلاب يقوده راعي الماعز، غلوكوس. (الحكاية موجودة في شبه الهيرودي).

رغم أن «هوميروس» اسم إغريقي معروف في المناطق الناطقة بالأيولية، فلا يُعرف شيء مؤكد بشأنه، ومع ذلك، فقد نشأت تقاليد غنية وُحفظت مُعطية تفاصيل معينة عن مكان ميلاده وخلفيته. وكثير من هذه الروايات خيالية: يجعل الهجّاء لوشيان في عمله التاريخ الحقيقي منه بابلياً يُدعى تغرانِس، يُسمى نفسه هوميروس عندما يأخذه الإغريق رهينة (هوميروس).، كما روي أن الإمبراطور هارديان سأل معبد دلفي عن هوميروس، فأتاه الجواب بأنه كان من إيثاكا، وأبواه إبيكاسته وتليماخوس من الأوديسة. جُمعت هذه الحكايات ورُتبت في عددٍ من حيوات هوميروس جُمعت ابتداء من الحقبة الإسكندرية. أكثر هذه الروايات ذيوعاً يرى أن هوميروس وُلد في إيونيا الواقعة في آسيا الصغرى، قرب سميرنا أو جزيرة خيوس، ومات في كيكلادس. وتظهر إشارة إلى سميرنا في الأسطورة التي تقول إن اسمه الأصلي «ميليسجنس» (مولود من نهر ميليس الذي يجري قرب المدينة)، وأنه ابن الحورية كريثيس. وتدل القصائد على هذه الصلة، فهوميروس كان يألف طبوغرافية آسيا الصغرى بشكلٍ يظهر في معرفته بالتضاريس وأسماء الأماكن بالتفاصيل، وفي تشبيهاته التي تأتي من المشاهد المحلية، حين يُصور في الإلياذة السهول المحيطة بنهر كايستر، وعواصف البحر الإيكاري. كما في وصفه لمزج النساء العاج باللون القرمزي في ميونيا وكاريا.
يعود الارتباط بخيوس إلى سيمونايدس الأمورغي الذي اقتبس سطراً شهيراً من الإلياذة على أنه من نظم «رجل خيوسي». وتظهر نقابة شعرية من نوعٍ ما تحمل اسم الهوميروسيين أو «أبناء هوميروس» في الجزيرة. يظهر أن الجماعة وجدت هُناك مقتفية أثر سلفٍ أسطوري، أو مجتمعة لتتخصص في إلقاء الشعر الهوميروسي.
لنطق اسم الشاعر ذات طريقة نطق كلمة ὅμερος التي تعني «رهينة»، أو «المُرافق، المفروض عليه أن يتبع»، وفي بعض اللكنات: «الأعمى». وقد ألهم هذا التماثل اللفظي العديد من الحكايات التي تجعل من هوميروس رهينة أو رجلاً أعمى. وبخصوص العمى، فإن التقليد الذي يرى أنه أعمى قد يكون ناشئاً عن التقليد الإيوني حيث كلمة «هوميروس» تعني: «قائد الأعمى»، والتقليد الإيولي حيث تعني كلمة «هوميروس»: «الأعمى». ويرجع تشخيص هومر بوصفه شاعراً أعمى إلى بعض مقاطع قصيدة ديلوس «أغنية إلى أبولو»، ثالثة الأغاني الهوميروسية، ودعمت مقاطع أخرى عند ثوكيديدس هذا الاعتقاد. وكان للمؤرخ الكومي إفوروس رؤية مماثلة، فصارت هذه رؤية الحقبة الكلاسيكية المعتمدة مستمدة قوتها من تجذير خاطئ يشتق اسم اشاعر من هو مي هورون (ὁ μὴ ὁρών: «الذي لا يرى»). وقد اعتقد الباحثون لوقتٍ طويل بأن هوميروس قد أشار إلى نفسه في الأوديسة عندما وصف شاعراً أعمى في بلاطٍ ملكي يروي قصصاً عن طروادة للملك أوديسيوس الذي تحطمت سفينته.
يميل كثيرٌ من الباحثين إلى أخذ اسم الشاعر بوصفه مؤشراً على وظيفة عامة. فيعتقد غريغوري ناجي أنه يعني «الشخص الذي يُنسق الأغنية». كما يعني فعل ὁμηρέω (هوميرو) «يُقابل» و«يغني نغمات متسقة»، ويرى البعض أن «هوميروس» كلمة قد تعني «مُلحن الأصوات». ويربط مارشيلو ديورانتي كلمة «هوميروس» بوصف زيوس «رب التجمعات»، ويُحاجج بأن الاسم يخفي استخداماً قديماً لكلمة «تجمع».
يُصور كتاب الحيوات القديمة هوميروس بوصفه شاعراً متجولاً مثل ثاميريس أو هسيود الذي مشى إلى خالكيذا ليُغني في مباريات جنازة أمفيداماس. مما يُشكل صورة "مغنِ أعمى شحاذ يتجول في الطرقات مع العامة: الإسكافيين، الصيادين، الخزافين، البحارة، العجائز المجتمعين في المدن المطلة على موانئ. وتدل القصائد نفسها على مغنين في بلاطات النبلاء، مما يقسم الباحثين بين من يعتقدون أنه كان متسولاً في الشارع، أم مغنياً في البلاط، ولا زال الجدل غير محسوم حول هوية هوميروس التاريخي.

## السؤال الهوميري

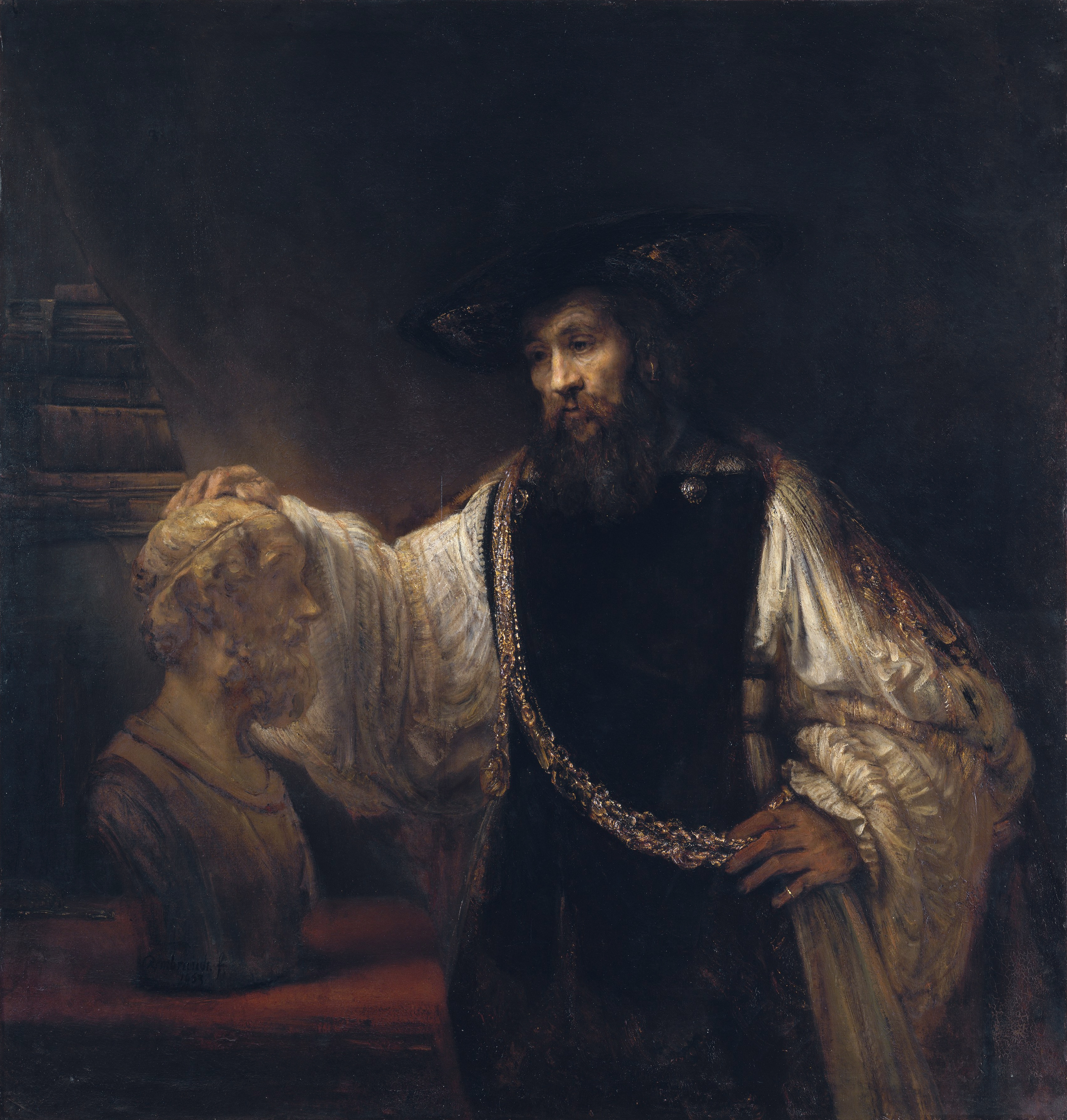
أَرِسْطُو يتَأَمَّلَ تِمثال نصفي لهوُميروس لوحة زيتية بريشة رسام العصر الذهبي الهولندي رامبرانت سنة 1653، تصور أرسطو وهو يرتدي سلسلة ذهبية ويفكر أمام تمثال نصفي منحوت لهوميروس. متحف المتروبوليتان للفنون.

نظراً لقلة المعلومات المتوفرة عن هوميروس وتضاربها، فإن هُناك من يُشكك في وجوده ذاته مما سبب نشأة السؤال الهوميري الذي يعود إلى الحقبة الكلاسيكية، حيث طرح سينيكا سؤالاً حول ما إذا كان لنا أن نعد مؤلف الإلياذة والأوديسة شخصاً واحداً، فعدد اليونايين الذين جدفوا في مراكب أوديسيوس يفوق عدد اليونانيين الناجين من الإلياذة. ثم ازدهر السؤال الهوميري مع الاهتمام الكبير الذي أولاه إياه الباحثون الهوميروسيون في القرنين التاسع عشر والعشرين، مع امتداد الأسئلة حول هوية هوميروس، وحول تأليف كتبه.
لم تنل فكرة كون هوميروس مسؤولاً عن الملحمتين الإلياذة والأوديسة فحسب الإجماع حتى 350 ق. م. وبينما يعتقد كثيرون أنه من غير المرجع أن تكون الملحمتان من تأليف الشخص ذاته، يرى آخرون أن التشابه الأسلوبي بينهما قوي بما فيه الكفاية ليدعم نظرية المؤلف المنفرد في مواجهة نظرية تعدد المؤلفين. وتحاول رؤية متوسطة ة رأب الخلاف بين الطرفين، بالقول إن الإلياذة كانت من تأليف هوميروس في سن الرجولة، بينما جاءت الأوديسة في شيخوخته. ويتفق الجميع على أن الأناشيد الهوميرية والملاحم الدورية قد أُلفت في زمان يلي زمان الملحمتين.
يتفق معظم الباحثين على خضوع الإلياذة والأوديسة لعملية تطوير مستمرة لتحسين المادة القديمة في بداية القرن الثامن قبل الميلاد. ويُعتقد أن الطاغية الأثيني هيبارخوس قد اضطلع بدورٍ كبيرٍ في تطوير الملحمتين عن طريق إصلاح تقاليد إلقاء الأشعار الهوميرية في المهرجانات الأثينية. ويرى بعض الباحثين الكلاسيكيين أن هذا الإصلاح قد يكون مشتملاً على عملية إنتاج نصٍ قانوني مكتوب.
لا يزال باحثون آخرون مؤيدين لفكرة كون هوميروس شخصاً حقيقياً. وبما أنه لا يُعرف شيء عن حياة هوميروس هذا، فإنهم يستخدمون عبارة ساخرة تُستخدم أيضاً في الجدل حول المسرحيات المنسوبة إلى شكسبير: "لم يكتب هوميروس هذه الأعمال، بل كتبها رجلٌ آخر له الاسم نفسه. حاجج سامويل بتلر بأن امرأة صقلية شابة كتبت الأوديسة - لكنها لم تكتب الإلياذة - واستخدم روبرت غريفز هذه الفكرة في روايته ابنة هوميروس كما استخدمها أندرو دلبي في إعادة اكتشاف هوميروس.
وبشكل مستقل عن سؤال تأليف الملاحم الفردي، فإن هناك إجماعاً شبه عالمي على اعتماد قصائد هوميروس على التقليد الشفاهي بعد كتاب ميلمان باري. إذ يكشف تحليل لبنية الإلياذة والأوديسة ومفرداتهما عن احتوائهما على كثيرٍ من الصياغات اللفظية المميزة للتقليد الشفاهي في رواية الملاحم، حتى أ الكثير من الأبيات تتكرر من وقتٍ لآخر. أشار باري وتلميذه ألبرت لورد إلى أن التقليد الشفاهي البعيد عن ثقافاتنا الحاضرة المكتوبة مميز رئيسي للشعر الملحمي في ثقافة تغلب عليها التقاليد الشفاهية. وقصد باري بكلمة «تقليدي»: الأجزاء المكررة من اللغة التي يرثها الشاعر-المغني عن سابقيه، والتي يُفيد منها في التأليف، ويُسميها باري «الصيغ».
زمن تحويل القصائد من نصٍ شفاهي إلى نص مكتوب موضع خلاف. حيث يفترض المُقترب التقليدي للمسألة نظرية تدوين حرفي للنص، حيث يُملي هوميروس قصائده على مدويه بين القرنين الثامن والسادس قبل الميلاد. ظهرت الكتابة الإغريقية في القرن الثامن قبل الميلاد، لذا يُمكن أن يكون هوميروس نفسه من الجيل الأول للشعراء الذين يكتبون. ويقترح الباحث الكلاسيكي باري بويل أن الأبجدية الإغريقية قد اخترعت في حوالي 800 ق. م. من قبل رجلٍ واحد، يُرجح أنه هوميروس، لتستخدم في كتابة الشعر الملحمي الشفاهي. بينما يُصر الهوميروسيون الأكثر راديكالية مثل غريغوري ناجي على أن نص القصائد الهوميرية القانوني المخطوط لم يُوجد حتى الحقبة الهلسنتية (القرن الثالث حتى الأول قبل الميلاد).

## الأعمال المنسوبة إلى هوميروس

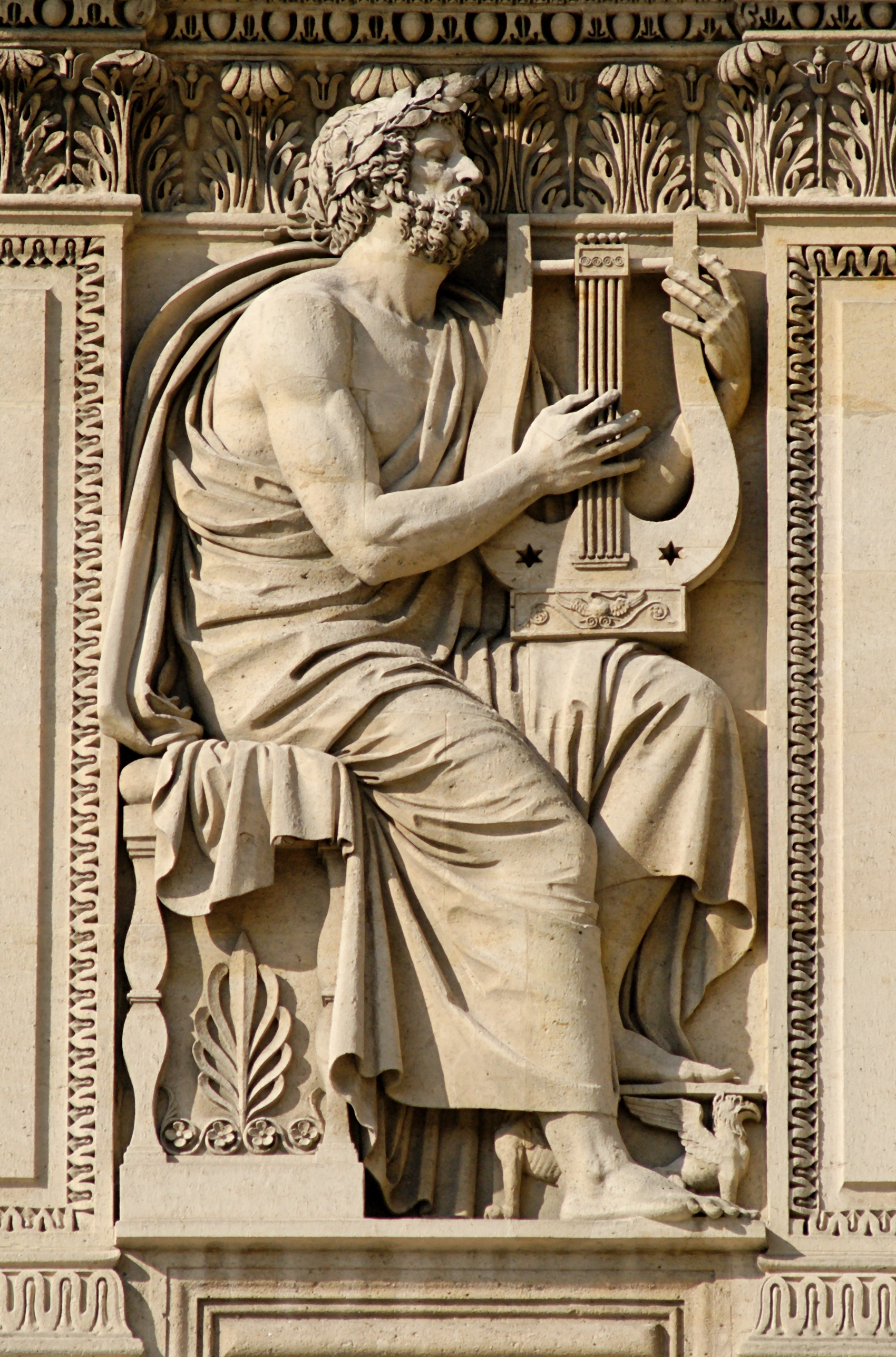
إفريز حجري في متحف اللوفر يصور هوميروس يعزف على قيثارته كما في التصور الكلاسيكي عنه، نحته أنتوان-ديني تشوديه.

كلمة «هوميروس» كانت تعني للإغريق في القرن السادس وبداية القرن الخامس «كل التقليد البطولي المتجسد في النظم على الوزن السداسعشري». ولذلك، توجد ملاحم «استثنائية» أخرى بجوار الإلياذة والأوديسة تقدم ثيماتها بشكلٍ أكبر من الحياة. كما نُسبت أعمالٌ أخرى كثيرة إلى هوميروس خلال الحقبة الكلاسيكية من ضمنها كل دائرة الملاحم. وتضمن هذا قصائد أخرى عن حرب طروادة مثل الإلياذة الصغيرة والنوستوي والسيبيرية والرثائية والقصائد الطيبية عن أوديب وأبنائه. كما تتضمن الأعمال الأخرى المنسوبة إليه الأناشيد الهوميرية، والملحمة الكوميدية المصغرة حرب الضفادع والفئران التي يُعتقد الآن أنها لا تخصه. قصيدتان أخرى ان هما أسر أوخاليا وفوكايس صُنفتا ضمن الأعمال الهوميرية، لكن السؤال حول هوية مؤلفي هذه الأعمال المتنوعة أكثر إشكالية من السؤال حول هوية مؤلف الملحمتين الرئيسيتين.

## الدراسات الهوميرية
دراسة هوميروس من أقدم المواضيع البحثية العائدة إلى الحقبة الكلاسيكية. تغيرت أهداف الدراسات الهوميرية وإنجازاتها خلال الألفية، ففي القرون الماضية تمحورت هذه الدراسات حول الكيفية التي انتقلت بها هذه النصوص إلينا عبر الزمن، شفاهة ثم كتابة.
بعض الاتجاهات الرئيسية في الدراسات الهوميرية في القرنين التاسع عشر والعشرين كانت تحليل التماثلات والاختلافات في أعمال هوميروس. وفي أواخر القرن العشرين وما تلاه سادت «النظرية الشفاهية» التي تدرس الكيفية التي انتقلت بها النصوص إلينا وتأثير نقلها الشفاهي عليها، ودراسة العلاقة بين هوميروس والمواد الملحمية المبكرة الأخرى.

### الصيغة الإغريقية التي استخدمها هوميروس
يستخدم هوميروس في الإلياذة والأوديسة صيغة عتيقة من الإغريقية الأيونية، الممزوجة بلهجات أخرى مثل الإغريقية الأيولية، صارت فيما بعد أساس الإغريقية الملحمية، لغة الشعر الملحمي المُصاغ على الوزن السداسعشري لشعراء مثل هسيود. وعلى خلاف الصيغ اللاحقة من اللغة، فإن الإغريقية الهوميرية لا تملك في معظم الأحوال أداة تعريف واضحة. وقد استمر التأليف بالإغريقية الملحمية إلى وقتٍ متأخر من القرن الثالث بعد الميلاد، رغم أن اندثارها كان حتمياً بنهضة الإغريقية القوينية.

### أسلوب هوميروس
يُلاحظ أرسطو في فن الشعر أن هوميروس كان فريداً بين شعراء زمانه بتركيزه على ثيمة محددة أو حدث معين في ملاحمه. ويصف ماثيو أرنولد خصائص أسلوب هوميروس المميزة بقوله:
تعود سُرعة هوميروس المميزة إلى براعته في استخدام الوزن السداس عشري، ومن خصائص الأدب المبكر أن تطور الفكر أو صيغة الجملة النحوية محكومٌ بتركيب النظم، وبالتبادل بينهما ينتج النظم، وتتركب الجملة. حيث تُعطى الفكرة مقسمة إلى أطوالٍ معينة، وتُقسَم هذه بدورها إلى وحداتٍ تُنتج وقفات متماثلة تؤدي إلى حركة سريعة يُصعب معها إدراك الفكرة من دون الرجوع إلى العروض لمعرفة النظام الذي يُبنى عليه النص، وطريقة تقسيمه. يملك هوميروس هذه السرعة، لكنه لا يقع في عيوب التتابع هذه، فلا يُصبح نصه سريعاً متطايراً، أو واحد النغمة، مما يُثبت براعته الشعرية. ويُشير أرنولد إلى أن موهبة هوميروس الفائقة في النظم شبيهة بموهبة فولتير، خصوصاً في الإلياذة، بينما تقبع الأوديسة في درجة أدنى منها بسبب وجود عيوب في التتابع.
ليست سرعة وسهولة الحركة، وصراحة التعبير والفكر مميزاتٍ للشعراء الملحميين العظام مثل فرجيل ودانتي وجون ميلتون. وعلى عكسه، فإنهم ينتمون إلى مدرسة أقل تواضعاً في النظم: الملحمية الغنائية، وهذه مدرسة كان هوميروس يُنسب إليها. ويكمن الدليل في عدم انتساب هوميروس إلى الملحمية الغنائية، وتفوق قصائده على أسلوب البالادات في البنية الفنية العالية لقصائده، وفي قيمة النُبل الكامنة فيها. فأسلوب هوميروس نبيل وقوي، ومتدفق رغم تغيير الأفكار والمواضيع، مما يُفرق بين هوميروس وبين شعراء الملحمة الغنائية.
شعر هوميروس فطري مثل الملاحم الفرنسية كأغنية رولان، ويُمكن تمييز أسلوبه بسهولة من أساليب فرجيل ودانتي وميلتون بسبب سهولة حركته ووضوحه التام. كما يُمكن تمييز أسلوبه عن أساليبهم لغياب الدافعٍ العاطفي وراء النص. ففي شعر فرجيل، دافع النص الخفي الذي يُحرك بلاغته إحساسُ بعظمة روما وإيطاليا، يُخفيه أحياناً وراء رقة لغته. بينما دانتي وميلتون شديدا الوفاء لتعاليم زمنهما الدينية وسياساته. بل إن الملاحم الفرنسية نفسها تُظهر عواطف الكراهية والعداء ناحية السراسنة، بينما تهتم أعمال هوميروس بالتأثير الدرامي وحسب. فلا يوجد عنده شعورٌ قوي مضاد لعرقٍ أو دين، ولا تكشف حربه عن أحداثٍ سياسية، وحتى سقوط طروادة يقع خارج نطاق الإلياذة، ولا يُمكن مماهاة أبطاله مع أبطال الإغريق القوميين. يكمن موضع اهتمام هوميروس في العواطف البشرية والدراما، حيث تُرى أعماله أحياناً بوصفها أعمالاً درامية.

## وصلات خارجية
- هوميروس على موقع IMDb (الإنجليزية)
- هوميروس على موقع ميتاكريتيك (الإنجليزية)
- هوميروس على موقع الموسوعة البريطانية (الإنجليزية)
- هوميروس على موقع قاعدة بيانات الأفلام العربية
- هوميروس على موقع ألو سيني (الفرنسية)
- هوميروس على موقع ميوزك برينز (الإنجليزية)
- هوميروس على موقع تيرنر كلاسيك موفيز (الإنجليزية)
- هوميروس على موقع أول موفي (الإنجليزية)
- هوميروس على موقع قاعدة بيانات برودواي على الإنترنت (الإنجليزية)
- هوميروس على موقع قاعدة بيانات الأفلام السويدية (السويدية)

هوميروس  على قاعدة بيانات الخيال التأملي على الإنترنت